# 지체 핵 방사
지체 핵 방사는 방사성 감쇠 과정 중에 일어날 수 있다. 동위원소가 극히 짧은 수명을 지니는 동위원소로 붕괴하고, 이 동위원소가 또다시 다른 상대적으로 긴 수명을 지니는 동위원소로 붕괴하는 과정에서 일어난다. 단수명 동위원소는 일반적으로 준안정 이성질핵이다.
예를 들어, 갈륨-73은 베타 붕괴를 통해서 게르마늄-73m으로 붕괴하는데, 여기서 게르마늄-73m이 극히 짧은 수명을 가지는 동위원소이다. 게르마늄 동위원소는 또다시 붕괴하며, 두 개의 약한 감마선과 하나의 전환 전자를 방출한다.
{\displaystyle \mathrm {{}^{73}Ga} \,\rightarrow \,\mathrm {{}^{73m}Ge} +2\mathrm {\gamma {}} \rightarrow \mathrm {{}^{73}Ge} +2\mathrm {\gamma {}} +\mathrm {e} ^{-}}
게르마늄-73m과 같은 중간 과정에서 발생하는 동위원소가 매우 짧은 수명을 지니므로, 이 과정에서 발생하는 감마선은 단순히 갈륨 붕괴 과정의 하나로 치부된다. 그러므로 위의 붕괴 식은 다음과 같이 중간 과정을 생략한 하나의 붕괴 식으로 단순화 될 수 있다.
{\displaystyle \mathrm {{}^{73}Ga} \,\rightarrow \,\mathrm {{}^{73}Ge} +4\mathrm {\gamma {}} +\mathrm {e} ^{-}}
하지만, 실제로는 중간 과정이 발생하며, 처음의 베타 붕괴 및 고에너지 감마선 방출이 발생하는 시점과 세 번째와 네 번째의 저에너지 감마선이 방출되는 시점은 시간적 차이를 보이게 되므로, 저에너지 감마선은 이전 감마선에 비해 지체되었다고 언급되는 것이다.
지체 감마선 방출은 지체 방사의 가장 널리 알려진 형태이긴 하지만, 유일한 형태는 아니다. 단수명 동위원소는 여러 종류의 입자를 지체 방사하며, 이는 일반적인 현상이다. 이러한 경우는 일반적으로 베타-지체 방출이라고 하는데, 이는 전자를 생성하는 베타 붕괴가 일어날 때까지 붕괴가 완전하지 않은 채 늦추어졌다는 것을 의미하는 말이다. 예를 들어, 질소-17은 첫 번째의 베타선 방출 이후에 두 개의 베타-지체 중성자를 방출한다. 위의 지체 감마선 방출에서와 같이 실제 중성자원은 질소가 아니라, 질소-17이 붕괴하여 생성된 산소의 단수명 동위원소이다.

## 같이 보기
- 지체 중성자